# Romorantin (cépage)
Pour les articles homonymes, voir Romorantin.
Le romorantin est un cépage blanc peu cultivé et principalement utilisé pour les vins de l’AOC Cour-Cheverny.

## Origine et répartition géographique
François Ier possédait une résidence à Romorantin. En 1518, il fit venir 80 000 plants en provenance de Bourgogne, que la légende désigne comme étant de ce cépage mais qui était plus vraisemblablement du pinot noir.
En 1999, l'analyse génétique de 322 échantillons de vignes menée par des chercheurs de l'Université de Californie à Davis conclut que 16 cépages dont le romorantin sont issus de croisements entre le gouais blanc et le pinot.
En France, il est classé et recommandé dans toute la vallée de la Loire, mais en réalité, il n'est cultivé que sur 60 hectares en Loir-et-Cher où il fait partie de l'encépagement de l'AOC Cour-Cheverny,. Il n'est présent nulle part ailleurs de façon significative.

## Utilisations
Le romorantin entre dans la composition des vins blancs IGP Atlantique, Périgord et Périgord vin de Domme en tant que cépage principal.
Lorsqu'il est cultivé dans d'autres vignobles, il intègre la composition de plusieurs vins IGP du Rhône, du Beaujolais, du Sud-Ouest et de Provence.

## Aptitudes culturales
La maturité est de première époque : 0 - 3 jours après le chasselas.

## Potentiel technologique
Les grappes et les baies du romorantin sont petites à moyennes. La grappe est cylindrique et ailée. Le cépage est de bonne vigueur mais la production est irrégulière. Il est assez sensible à la pourriture grise.
Il peut donner un vin blanc très rond, pouvant souvent être récolté tardivement, avec des arômes de fleurs blanches, de miel, et parfois de pruneaux.

## Synonymes
Le romorantin est connu sous les noms de ramorantin, bury, dameri, daneri (dannery), framboise, gros blanc de Ville-Franche, gros plant, lyonnaise blanche, maclon, petit dannezy, petit maconnais, plant de Brézé et raisin de Grave.